# Bernard Farcy
Bernard Farcy (Lyon, 17 de março de 1949) é um ator francês. Ele já atuou em mais de 70 peças, séries de televisão e filmes. Tornou-se mais conhecido por seu papel como Gérard Gibert na franquia de filmes de comédia Taxi de Luc Besson, bem como por suas aparições em  Marche à l'ombre (1984), Les trois frères (1995), Brotherhood of the Wolf (2001) e Astérix e Obélix: Missão Cleópatra (2002), sendo este último considerado um filme cult e uma das comédias mais conhecidas da França. Sua interpretação como Charles de Gaulle na minissérie de TV Le grand Charles lhe rendeu uma indicação ao Prêmio Emmy Internacional de melhor ator em 2006.